# Sitno (powiat radzyński)
Sitno – wieś w Polsce położona w województwie lubelskim, w powiecie radzyńskim, w gminie Borki.
W XIX wieku oraz w dwóch dekadach XX wieku istniała gmina Sitno, którego Sitno było siedzibą.
W latach 1975–1998 miejscowość należała administracyjnie do województwa lubelskiego.
Wieś stanowi sołectwo gminy Borki. Według Narodowego Spisu Powszechnego z roku 2011 wieś liczyła 292 mieszkańców.
Część wiernych Kościoła rzymskokatolickiego należy do parafii Najświętszej Maryi Panny Wspomożycielki Wiernych w Borkach.

## Historia
Sitno w wieku XIX opisano jako wieś włościańską w powiecie radzyńskim, gminie Sitno, parafii Radzyń.

Według spisu z 1827 roku było we wsi 10 domów i 59 mieszkańców.

W roku 1889 domów było 16 zamieszkałych przez 145 mieszkańców posiadających gruntów 307 mórg.
Gmina Sitno
Gmina Sitno gmina graniczyła z gminami: Biała, Suchowola i Lisiawólka, posiadała wówczas 7999 mórg obszaru, 1754 mieszkańców. Sąd gminny okręgu IV mieścił się w Białej oddalonej o 51 ½ wiorsty, stacja pocztowa w Radzyniu oddalonym o 6 wiorst tam też szkoła początkowa. W skład gminy wchodziły wówczas: Borki, Izabelin, Lichty, Maruszewiec, Ossówno, Sitno, Stara Wieś, Tchórzówek i Wrzosów.